# Himantoglossum hircinum
Himantoglossum hircinum  (лат.) — вид однодольных цветковых растений рода Ремнелепестник (Himantoglossum) семейства Орхидные (Orchidaceae). Типовой вид рода.

## Открытие
Вид под общепринятым названием был описан немецким учёным Куртом Шпренгелем в 1826 году в третьем томе
Systema vegetabilium. Самая старая запись и изображение растения относятся к 1583 году (гербарий Ремберта Додунса). В 1753 году в своей работе Species Plantarum Карл Линней описал вид под названием Satyrium hircinum. Кроме него, под разными названиями растение описывали Каспар Баугин, Себастьян Вайян, Жан-Франсуа Сегье.

## Ботаническое описание

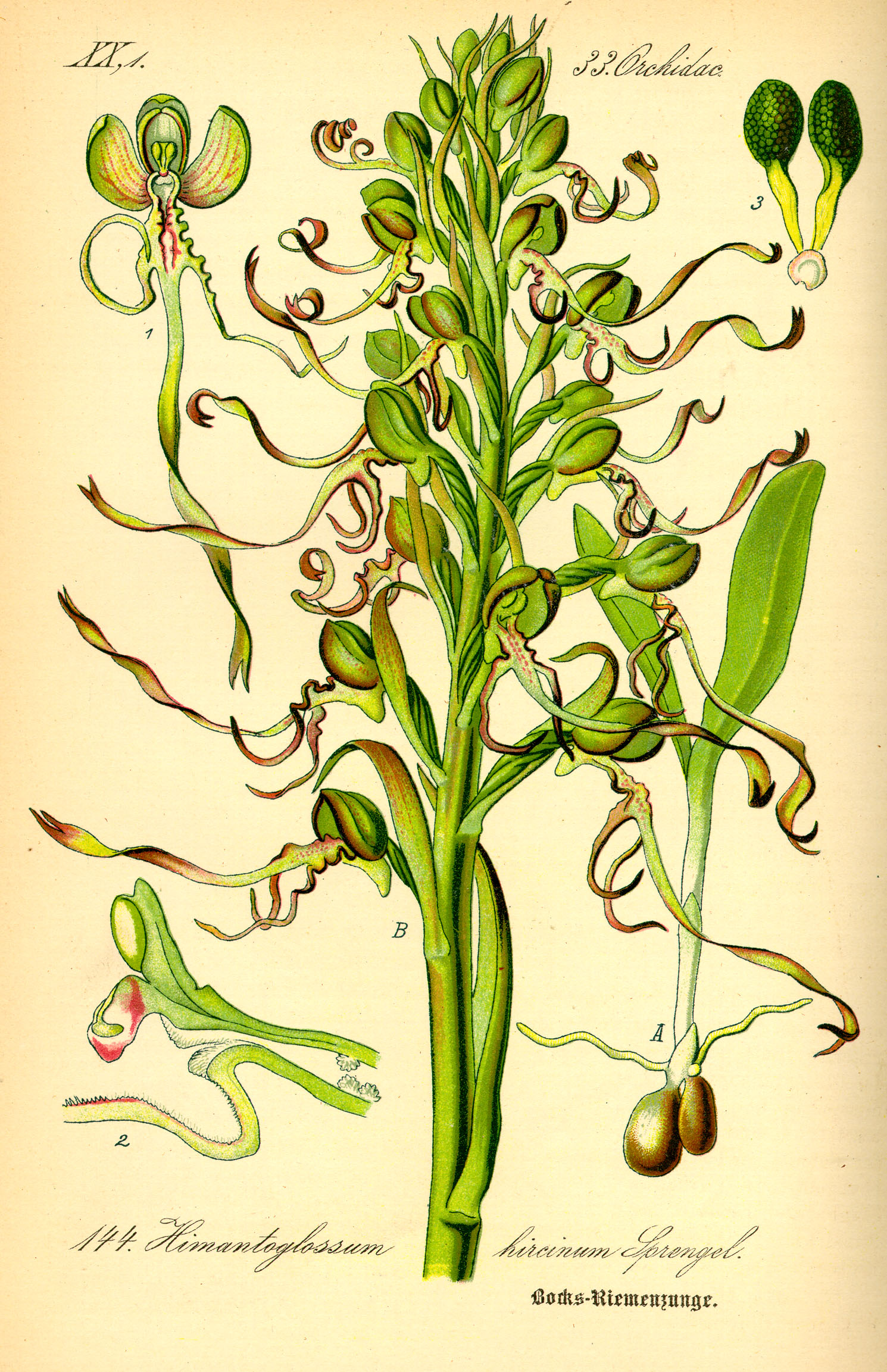

Многолетнее травянистое растение высотой 20—115 см. Стебель голый, полый, с фиолетовыми пятнами. Клубни овальные либо сферические, неразделённые между собой. Листья длиной 5—20 см и шириной 2—6,5 см, эллиптические, тупые, количеством от 4 до 10.
Соцветие рыхлое, многоцветковое, цилиндрическое, длиной 10—50 см. Чашелистики тупые, длиной 14 мм и шириной 7 мм. Прицветники светло-зелёные или беловатые, длиной 30—50 мм и шириной 5 мм. Губа беловатая, длиной 3—6,5 мм, у основания имеет фиолетовые пятна. Шпорец тупой, конический, слегка изогнутый, длиной 5 мм и шириной 6 мм. Колонка короткая, прямая, имеет два зелёных поллиния. Завязь деформированная, светло-зелёная, с тремя продольными ребрами. Цветки имеют неприятный «козлиный» запах. Цветение продолжается в течение двух — трёх недель. Цветок опыляется осами, пчелами (в основном род Andrena), шмелями, бабочками; иногда наблюдается самоопыление (гейтеногамия).
Плод — коробочка, созревает 4—6 недель. В коробочке может содержаться до 30 тысяч семян, которые прорастают в течение двух лет. Вес одного семени составляет около 0,01 мг.
Число хромосом 2n = 36. Известны гибриды вида с ремнелепестником адриатическим и ятрышником обезьяним.

## Синонимика
По информации базы данных The Plant List, в синонимику вида входят следующие названия:
- Aceras hircinum (L.) Lindl.
- Aceras hircinum var. calamistratum Gallé
- Aceras hircinum var. divergens Gallé
- Aceras hircinum var. forcipula Gallé
- Aceras hircinum var. thuringiacum Schulze
- Himantoglossum caprinum var. heldreichii Schltr.
- Himantoglossum hircinum var. bracteatum Schltr.
- Himantoglossum hircinum f. calamistratum (Gallé) Soó
- Himantoglossum hircinum f. comosum Waisb.
- Himantoglossum hircinum f. divergens Soó
- Himantoglossum hircinum f. forcipula (Gallé) Soó
- Himantoglossum hircinum var. heldreichii (Schltr.) Soó
- Himantoglossum hircinum f. latisectum Waisb.
- Himantoglossum hircinum f. laxiflorum W.Zimm.
- Himantoglossum hircinum var. obtusum De Langhe
- Himantoglossum hircinum f. thuringiacum (Schulze) Schulze
- Loroglossum hircinum (L.) Rich.
- Loroglossum hircinum f. calamistratum (Gallé) E.G.Camus
- Loroglossum hircinum f. divergens E.G.Camus
- Loroglossum hircinum f. forcipula (Gallé) E.G.Camus
- Loroglossum hircinum var. thuringiacum (Gallé) E.G.Camus
- Orchis hircina (L.) Crantz
- Satyrium hircinum L.basionym

## Экология и распространение
Геофит. Встречается на лугах, дюнах, обочинах дорог, маквисах и гаригах, предпочитая песчаные и щебнистые почвы. Часто сопровождается другими орхидеями: анакамптисом пирамидальным, кокушником комарниковым, ятрышником дремликом, ацерасом фигурным, офрис пчелоносной; что, возможно, связано с общими грибами — микоризообразователями.
Вид обитает в Северной Африке, Ираке, Центральной и Северной Европе, на Балканском полуострове.

## Охранный статус
Включен в Приложения СИТЕС. Охраняется в Англии, Германии, Бельгии, Нидерландах, Швейцарии, Франции, Словакии, Сербии.